# Praia da Vitória
Praia da Vitória és un municipi de les Açores (Portugal) situada a l'illa de Terceira i que se sotsdivideix en 11 parròquies:
- Agualva
- Biscoitos
- Cabo da Praia
- Fonte do Bastardo
- Fontinhas
- Lajes
- Porto Martins
- Santa Cruz
- Quatro Ribeiras
- São Brás
- Vila Nova

| Població del municipi de Praia da Vitória (1849 – 2004) | Població del municipi de Praia da Vitória (1849 – 2004) | Població del municipi de Praia da Vitória (1849 – 2004) | Població del municipi de Praia da Vitória (1849 – 2004) | Població del municipi de Praia da Vitória (1849 – 2004) | Població del municipi de Praia da Vitória (1849 – 2004) | Població del municipi de Praia da Vitória (1849 – 2004) | Població del municipi de Praia da Vitória (1849 – 2004) |
| ------------------------------------------------------- | ------------------------------------------------------- | ------------------------------------------------------- | ------------------------------------------------------- | ------------------------------------------------------- | ------------------------------------------------------- | ------------------------------------------------------- | ------------------------------------------------------- |
| 1849                                                    | 1900                                                    | 1930                                                    | 1960                                                    | 1981                                                    | 1991                                                    | 2001                                                    | 2004                                                    |
| 15394                                                   | 15516                                                   | 15888                                                   | 28236                                                   | 20762                                                   | 20436                                                   | 20252                                                   | 20342                                                   |